# Шурмей Павло Антонович
Павло́ Анто́нович Шурмей (біл. Павел Антонавіч Шурмей; нар. 1 вересня 1976, Ліда, Білоруська РСР) — білоруський весляр, який брав участь у двох Олімпійських іграх, володар декількох світових рекордів на веслярському тренажері Concept2. Доброволець полку імені Кастуся Калиновського, учасник російсько-української війни, з квітня 2024 року — командир полку. У березні 2023 року стало відомо, що у Білорусі проти Павла Шурмея заочно порушили кримінальну справу.

## Спортивна кар'єра
Основна дисципліна Шурмея — парне веслування.

### Олімпійські ігри
Шурмей виступав на Олімпійських іграх 2004 і 2008 років з білоруською командою.
На Іграх 2004 року Шурмей виступав у чоловічому четверному парному веслуванні. Його команда посіла третє місце у своєму заїзді, вийшла до півфіналу, в якому посіла третє місце. Це дозволило їм вийти у фінал, де вони посіли останнє місце з шести команд.
На Іграх 2008 року Шурмей знову виступав у чоловічому четверному парному веслуванні. Його команда посіла третє місце у своєму забігу, вийшла до півфіналу, в якому посіла останнє місце. Це означало, що вони пройшли до фіналу B, де зайняли 5-е місце та 11-е місце в загальному заліку.

### Кар'єра веслування в закритих приміщеннях
Шурмей двічі перемагав у спринтах CRASH-B у відкритій категорії — в 2004 і 2005 роках. Він також двічі посідав друге місце, в 2013 і 2017 роках.
Шурмей сім разів вигравав Міжнародні змагання ALFA з веслування в закритих приміщеннях і є рекордсменом змагань з 2003 року (2:39,8 на 1000 м).
Він світовий рекордсмен у важкій категорії 40-49 на дистанціях 1000 і 2000 метрів.

## Світові рейтинги
Нижче наведені світові рейтинги Шурмея в кінці сезону в різних змаганнях з веслування в закритих приміщеннях, де він фінішував у 50 найкращих.

### 500 м
| Сезон | Ранг | Час    | Примітка |
| ----- | ---- | ------ | -------- |
| 2017  | 3    | 1:13,7 |          |

### 1000 м
| Сезон | Ранг | Час    | Примітка |
| ----- | ---- | ------ | -------- |
| 2009  | 1    | 2:41.9 | [ 15 ]   |

### 2000 м
| Сезон    | Ранг | Час    | Примітка |
| -------- | ---- | ------ | -------- |
| 2017 рік | 6    | 5:47,8 | [ 16 ]   |
| 2013 рік | 11   | 5:53,5 | [ 17 ]   |
| 2011 рік | 5    | 5:51.2 | [ 18 ]   |
| 2005 рік | 1    | 5:43,2 | [ 19 ]   |
| 2004 рік | 1    | 5:39,6 | [ 20 ]   |

## Особисті рекорди
| Дистанція   | Результат | Змагання                 | Дата           |
| ----------- | --------- | ------------------------ | -------------- |
| 500 метрів  | 1:13,7    | Всесвітні ігри 2017 року | 27 липня 2017  |
| 1000 метрів | 2:39,8    | Альфа 2003 року випуску  | 1 лютого 2003  |
| 2000 метрів | 5:39,6    | 2004 CRASH-B спринт      | 22 лютого 2004 |

## Нагороди
9 березня 2023 року відбулося офіційне нагородження і стало першою відомою церемонією нагородження державними нагородами Білорусі за бойову відвагу з часів Речі Посполитої. Серед перших нагороджених медаллю був Павло Шурмей.